# Inversie (achtbaan)

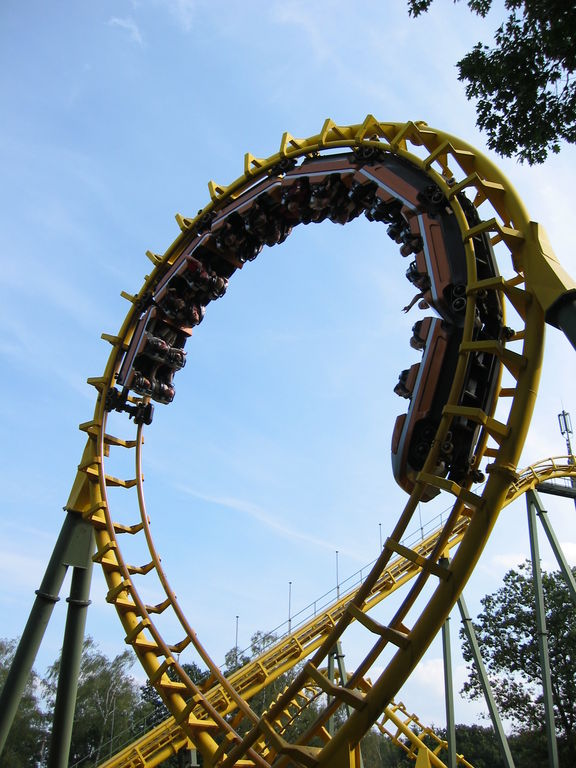
Een looping

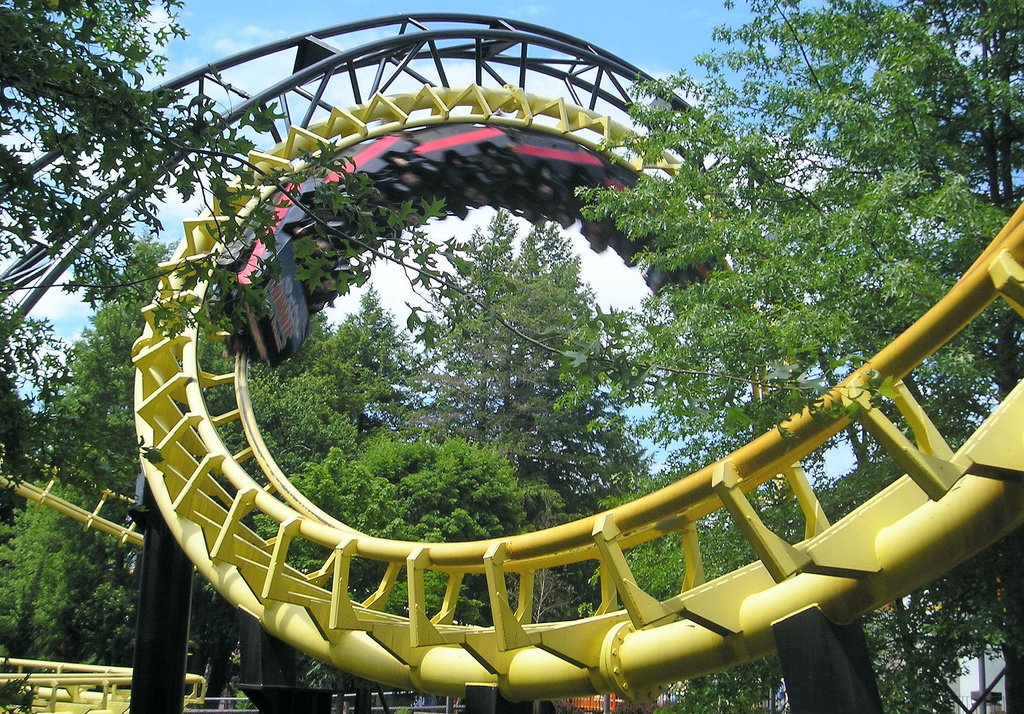
Een kurkentrekker

Een inversie is een achtbaanelement waarbij men korte tijd ondersteboven hangt. De bekendste inversies zijn waarschijnlijk de looping en de kurkentrekker, hoewel er ook veel andere inversies bestaan. Met veertien inversies heeft The Smiler in Alton Towers het wereldrecord van de achtbaan met het hoogste aantal inversies.
Hieronder staat een beknopt overzicht van alle bekende types van inversies. De lijst is zodanig opgebouwd dat de inversies die een combinatie zijn van andere elementen onderaan staan zodat eerst de basiselementen worden beschreven.

## Looping
De looping is waarschijnlijk de bekendste inversie, waarbij de achtbaan een verticale lus maakt.
Bij achtbanen zijn er verschillende loopings. De bekendste is de verticale loop. Andere voorbeelden zijn de omgekeerde verticale loop, waarbij de passagiers onder de baan hangen, en de schuine looping, waarbij men niet over de kop gaat, dus eigenlijk is het geen inversie.
Een bijzondere achtbaan met loopings is Olympia Looping. Deze achtbaan heeft vijf loopings, is vervoerbaar en wordt jaarlijks opgezet op het Oktoberfest in München.

### Varianten
Op de gewone looping bestaan enkele varianten:

#### Inverted loop
De inverted loop is een looping met de baan aan de buitenkant. Dit is de standaard looping bij omgekeerde achtbanen en wordt vooral daarvoor gebruikt.

### Visuele combinaties met twee loopings
Loopings worden ook vaak visueel met elkaar gecombineerd. De loopings zelf blijven hierbij hetzelfde, maar de baan ziet er zo spectaculairder uit.

#### Interlocking loop

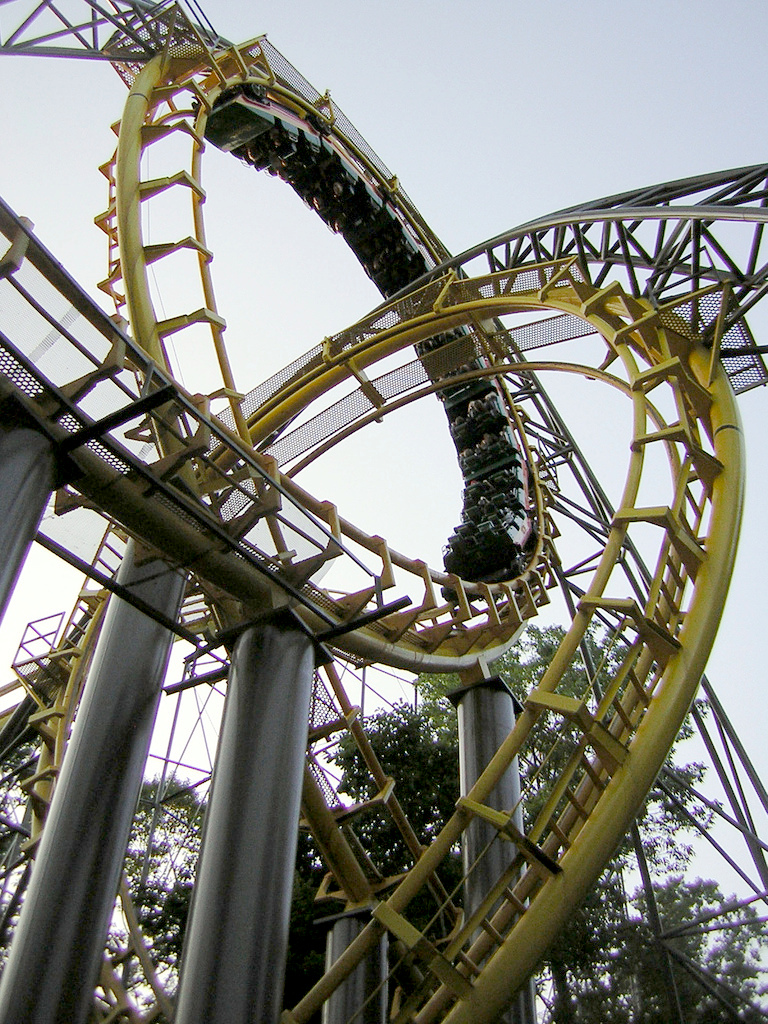
Interlocking loop bij Loch Ness Monster

Bij de interlocking loop gaan twee loopings door elkaar.
Enkel de (inmiddels failliete) fabrikant Arrow Dynamics gebruikt deze inversie. Andere fabrikanten laten soms ook een gewoon baanstuk door de looping gaan in plaats van een tweede looping, dit is bijvoorbeeld het geval op het Silverarrow-model van Anton Schwarzkopf, een variant op het bekende achtbaanmodel Looping Star.

### Twee loopings na elkaar

#### Double loop

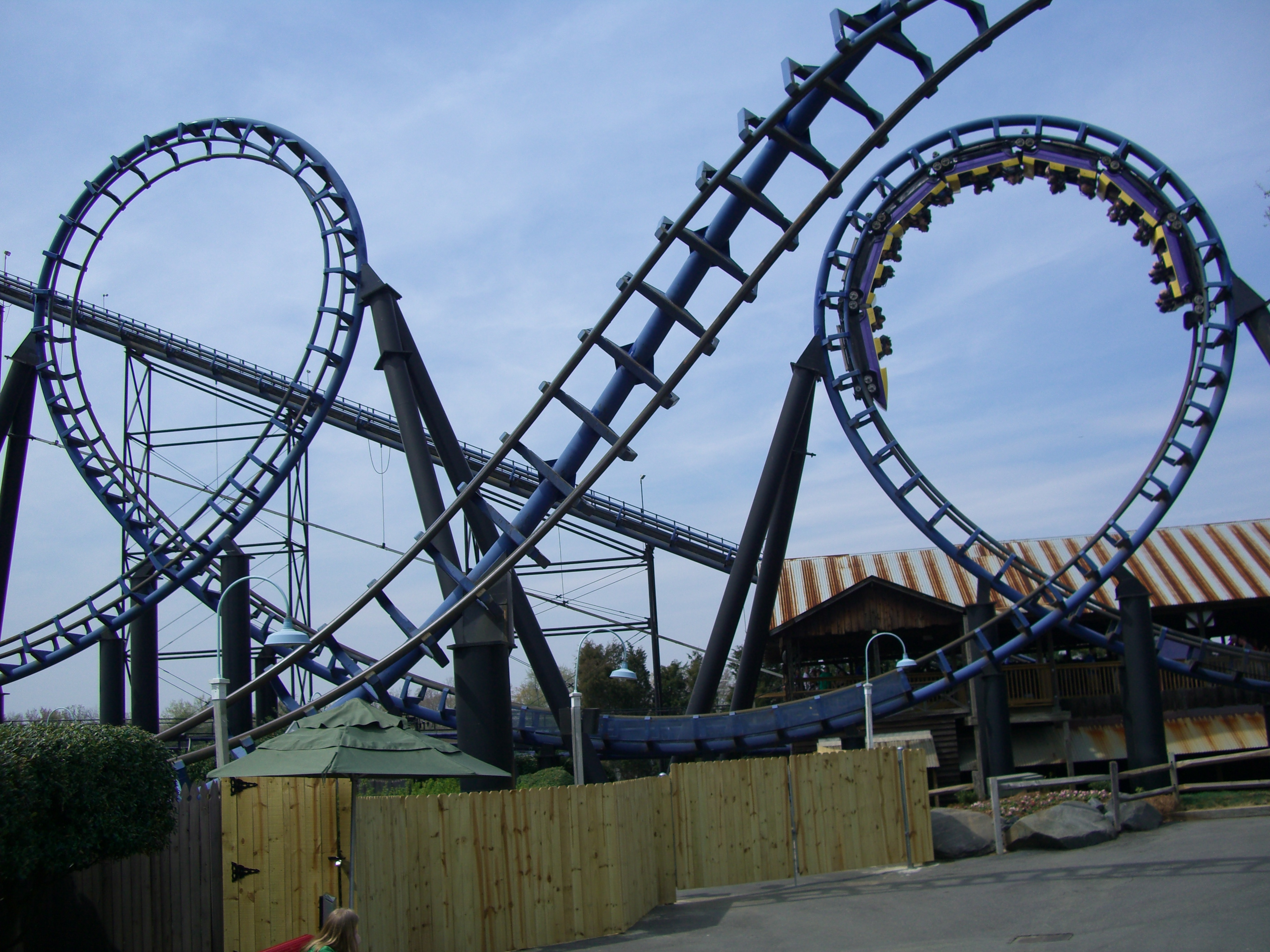
Een double loop bij Carolina Cyclone in Carowinds

Bij de double loop volgen twee loopings elkaar achtereenvolgend op. De meest bekende zijn de dubbele loopings in de Python in de Efteling.

#### Parallel loop
Bij de parallel loop volgen twee loopings elkaar onmiddellijk na elkaar op. Hier liggen de loopings naast elkaar, bij de Double Loop liggen ze achter elkaar.

## Kurkentrekker
Een kurkentrekker, ook bekend als corkscrew (Engelse term) of schroef, is eigenlijk een uitgerekte of scheve looping. Het is een looping die aan de voor- en achterkant is uitgerekt.

### Twee kurkentrekkers na elkaar

#### Dubbele kurkentrekker
Het komt ook regelmatig voor dat er direct op de eerste kurkentrekker nog een tweede kurkentrekker volgt, een dubbele kurkentrekker. Dit is bijvoorbeeld het geval bij de Python in de Efteling. De dubbele kurkentrekker ("double corkscrew") wordt door sommige fabrikanten als een aparte inversie gerekend.

### Visuele combinaties met kurkentrekkers

#### Interlocking corkscrew

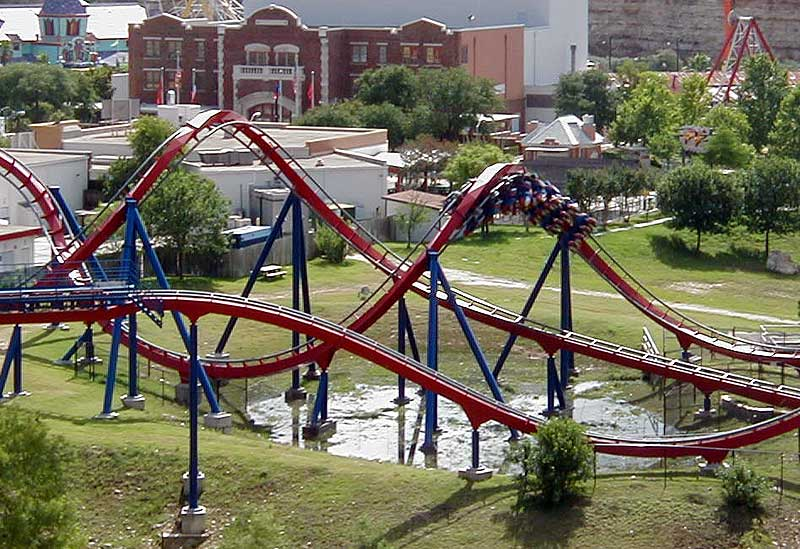
Interlocking corkscrew bij Superman: Krypton Coaster

Net zoals bij de interlocking loop twee loopings door elkaar gaan, gaan hier twee kurkentrekkers door elkaar. Dit levert een spectaculairder beeld op van het baanverloop, omdat de baan in zichzelf verstrengeld is.

### Variaties op de kurkentrekker
Variaties op de kurkentrekker zijn:

#### Cutback
Deze inversie is vrij uniek. Het zijn twee halve kurkentrekkers in tegenovergestelde richting; wat voor één inversie zorgt die de inzittenden een kort ogenblik over de kop gunt, om vervolgens weer door te rijden. Er zijn wereldwijd nog maar enkele achtbanen werkzaam die beschikken over een cutback.
In Nederland heeft de falcon in Duinrell een Cutback de tweede Inversie is een soortgelijke Cutback.

#### Inline twist / Barrel roll
De inline twist of barrel roll is een uitgerekte kurkentrekker waarbij de baan geen cirkelbeweging beschrijft, zoals dat bij de kurkentrekker het geval is. In plaats hiervan draait het om het midden van de rail. Het draaipunt ligt dus in de rail.

#### Heartline roll

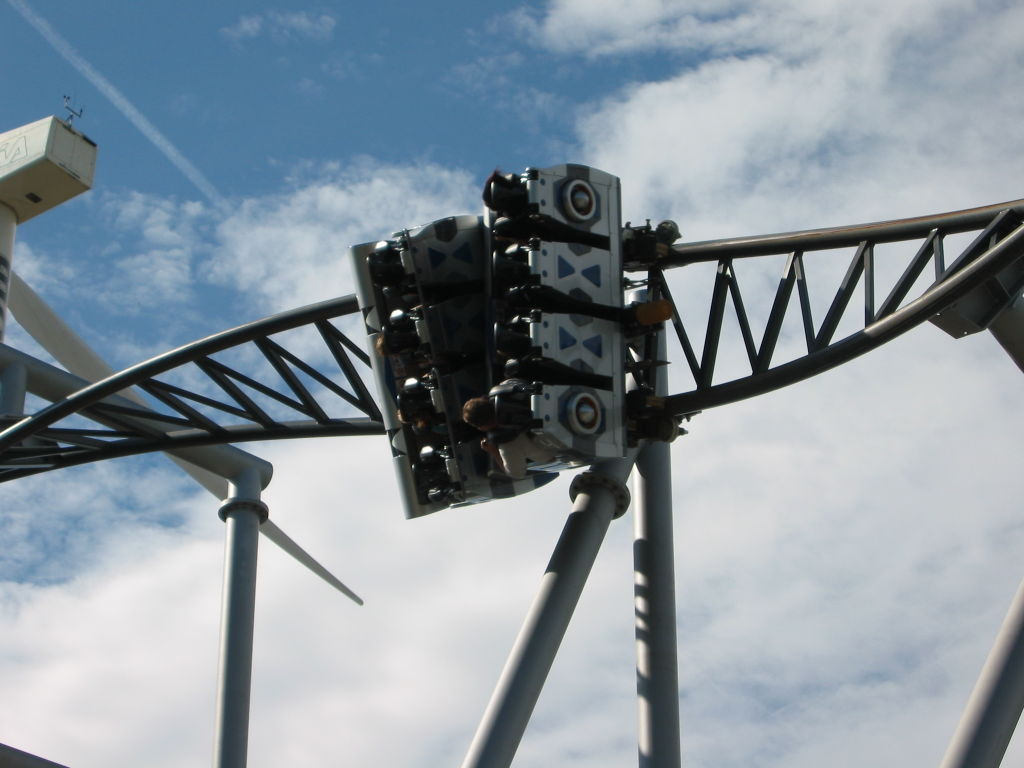
Heartline roll bij Typhoon in Bobbejaanland

Een variant op de inline twist, waarbij de as niet in het midden van rail maar het hart is van iemand die in het midden op de rail zit. 
Een voorbeeld is de Typhoon in Bobbejaanland. Op deze achtbaan staat ook een double heartline roll.

## Sidewinder
Een sidewinder bestaat uit een halve looping, gevolgd door een halve kurkentrekker. Na de sidewinder is de baan dus in een rechte hoek afgeweken van rijrichting.

### Variaties op de sidewinder

#### Sling Loop
De "sling loop" is eigenlijk een bijna-inversie. Het is een sidewinder waarbij de draaiing van de kurkentrekker reeds in de halve looping begint. Daardoor is er geen duidelijk punt waar de looping eindigt en de kurkentrekker begint, en hangt de trein bijgevolg ook nooit volledig ondersteboven. Het element gelijkt op een looping die aan één kant opengetrokken is waardoor net zoals bij de sidewinder de trein de inversie verlaat in een hoek van 90° ten opzichte van het baanstuk waar de inversie wordt binnengereden.
De sling loop kan met hogere snelheid doorlopen worden en kent minder "vreemde" krachten dan een sidewinder en is wegens de soepelheid om te doorlopen een interessant element voor op inverterende lanceerachtbanen om vlak na de lancering te gebruiken. Noot: op Roller Coaster DataBase wordt geen onderscheid gemaakt tussen een sidewinder en een sling loop en wordt alles opgelijst als sidewinders.

### Twee verschillende sidewinders na elkaar
Omdat een sidewinder niet symmetrisch is, zijn met twee opeenvolgende sidewinders veel verschillende combinaties mogelijk:

#### Cobra roll

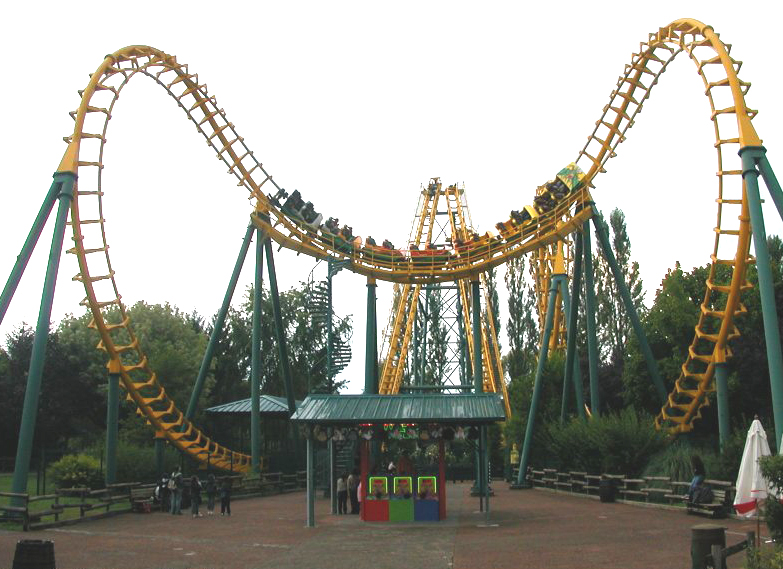
Een cobra roll

De Cobra roll is een vaak gebruikt achtbaanelement. Deze inversie dankt zijn bekendheid voornamelijk aan de Boomerang van Vekoma. De inversie begint met een halve looping, die overgaat in een halve kurkentrekker. Vervolgens wordt deze sidewinder gespiegeld: onmiddellijk daarna rijdt de trein een tweede halve kurkentrekker in, die in de andere richting gedraaid is dan de eerste, om te eindigen met een tweede halve looping, die de trein verlaat in de richting vanwaar hij oorspronkelijk kwam.
De cobra roll kan ook als volgt worden gezien: een halve looping, gevolgd door een cutback, met daarna een tweede halve looping.

#### Sea serpent roll
De sea serpent (zeeslang) roll is bijna hetzelfde als de cobra roll, met als verschil dat de tweede halve kurkentrekker naar de andere kant draait. De sea serpent roll kan gezien worden als een variatie op de cobra roll voor in een recht baanstuk.

#### Batwing

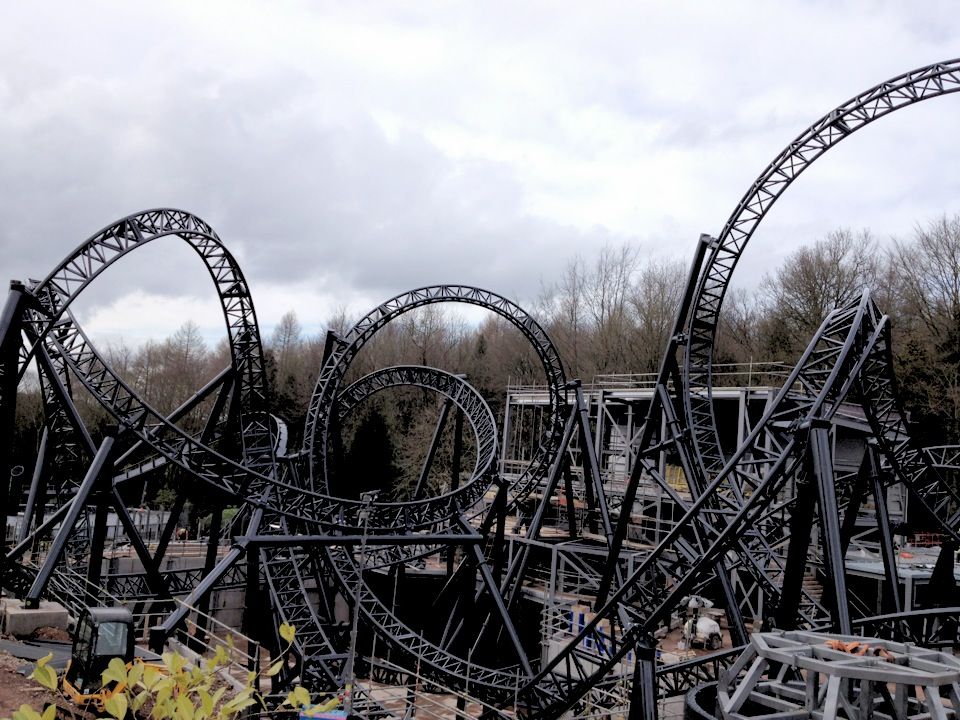
Een batwing (links)

Eerst rijdt de trein een halve kurkentrekker in. Vervolgens zakt de baan een eind in een halve looping. Met een korte ruimte ertussen komt een tweede halve looping, dit keer omhoog, gevolgd door een tweede halve kurkentrekker in dezelfde richting als vanwaar de trein oorspronkelijk kwam.
Dit element wordt gezien als het tegenovergestelde van een cobra roll. Je kan het namelijk ook zien als twee gespiegelde sidewinders na elkaar, maar nu in de andere volgorde. Het staat, net als de cobra roll, bekend om zijn hoge G-krachten.

#### Butterfly
De butterfly (Engels voor vlinder) is een compactere versie van de batwing. Bij de butterfly is de ruimte tussen de twee halve loopings weggelaten, waardoor je dus één grote looping krijgt die ondersteboven staat. Het gevolg hiervan is dat de baan gekruist wordt bij het binnen- en buitenrijden van deze looping. De aanloopbaan (voordat de trein de looping binnenrijdt) bevindt zich dan boven of onder de uitloopbaan (langswaar de trein weer wegrijdt).
De butterfly ziet er dus uit als een looping die ondersteboven staat tussen twee halve kurkentrekkers.

#### Bowtie
De bowtie is een variant op de batwing waarbij de tweede halve kurkentrekker naar de andere kant draait. Zo kan de bowtie gezien worden als een variatie op de batwing of de butterfly, die in een recht baanstuk kan worden geplaatst.
Bij de bowtie worden net zoals bij alle voorgaande elementen twee inversies gemaakt, namelijk twee sidewinders. De trein rijdt eerst een halve kurkentrekker in, waarna twee halve loopings volgen met een korte ruimte ertussen, onmiddellijk gevolgd door een tweede halve kurkentrekker. Deze kurkentrekker zorgt ervoor dat de baan rechtdoor blijft gaan in dezelfde richting als ze ging vóór ze bij de bowtie was aangekomen.
De bowtie komt slechts in één achtbaan ter wereld voor: de Dragon Mountain in Marineland Theme Park.

#### Pretzel knot
Een variant op de batwing, alleen is de inversie iets breder. Deze inversie werd de eerste keer toegepast op de inmiddels gesloten Moonsault Scramble, in Fuji-Q Highland, en later op Banshee in Kings Island. De baan kan het best beschreven worden door de vorm van een pretzel.

## Dive loop

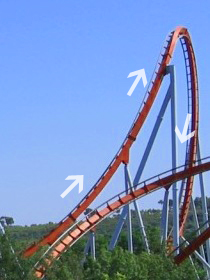
Een dive loop

Een dive loop bestaat uit een combinatie van twee elementen. De inversie begint met een halve draai, die eindigt in een halve looping. (Een dive loop is dus geen looping!)

### Varianten op de dive loop

#### Immelmann

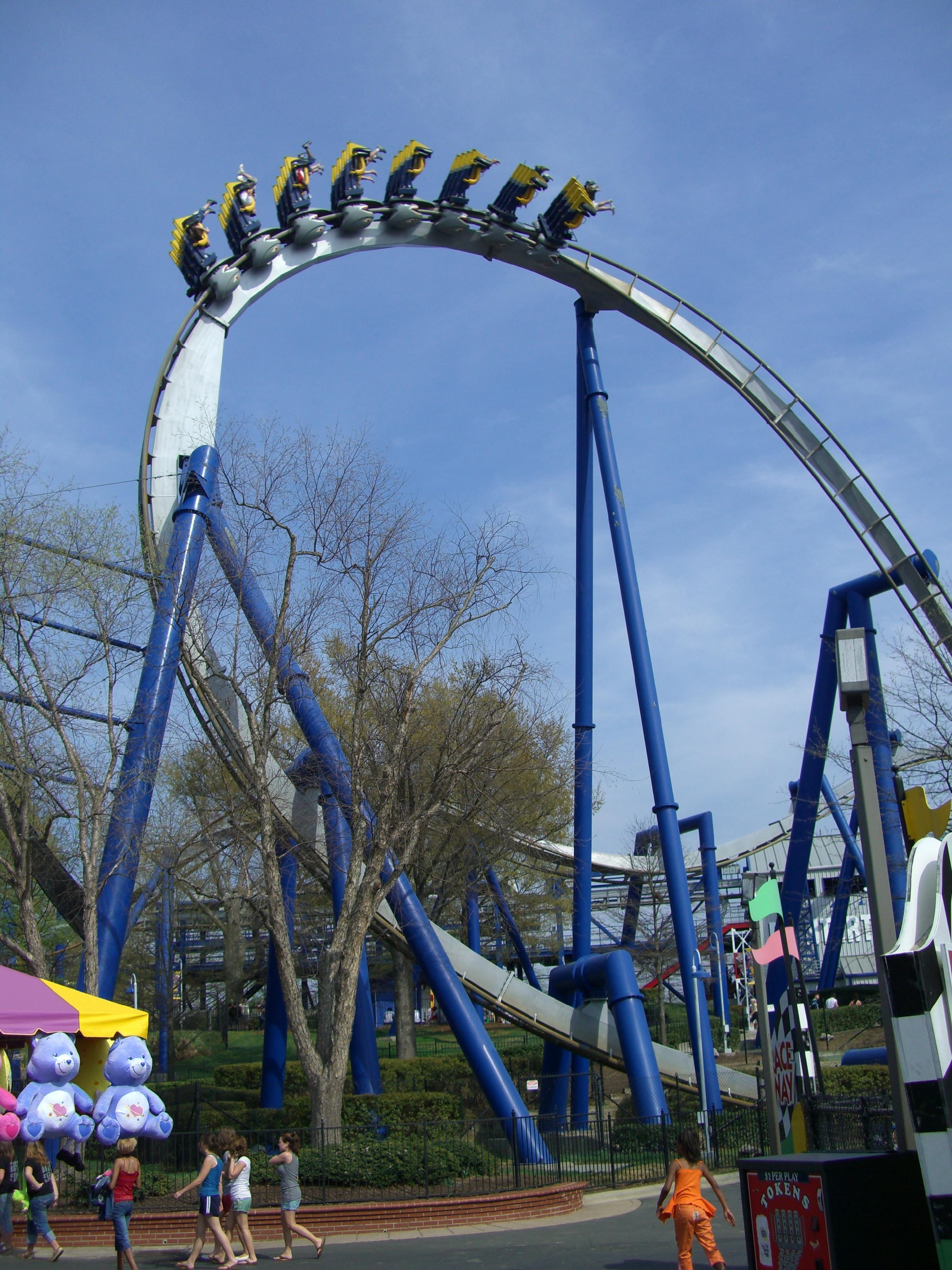
Een Immelman

Een Immelmann is hetzelfde als bij de dive loop, maar wordt in omgekeerde volgorde doorlopen: de trein rijdt een halve looping in, gevolgd door een halve rol.
Deze inversie wordt vooral gebruikt bij B&M coasters.

#### Dive drop
Een dive drop is een simpele inversie die meestal direct na de optakeling komt. Na de optakeling volgt een kleine drop, met daarna een halve inline twist en een grote halve looping, waaruit de drop dus eigenlijk bestaat.

### Combinaties met (stukken van) (varianten van) dive loops

#### Norwegian loop
Een element dat voor het eerst voorkwam bij de achtbaan Speed Monster in het Noorse attractiepark Tusenfryd, waaraan het element ook zijn naam Noorse looping te danken heeft. Het bestaat uit twee elementen: een dive loop en een Immelman.

#### Wraparound corkscrew
Deze unieke inversie kwam alleen voor op Drachen Fire (Busch Gardens Williamsburg). Na de eerste drop, die niet helemaal tot aan de grond reikt, krijgt de inzittende een halve kurkentrekker gevolgd door een scheve halve dive loop.

## Inclined loop / Oblique loop

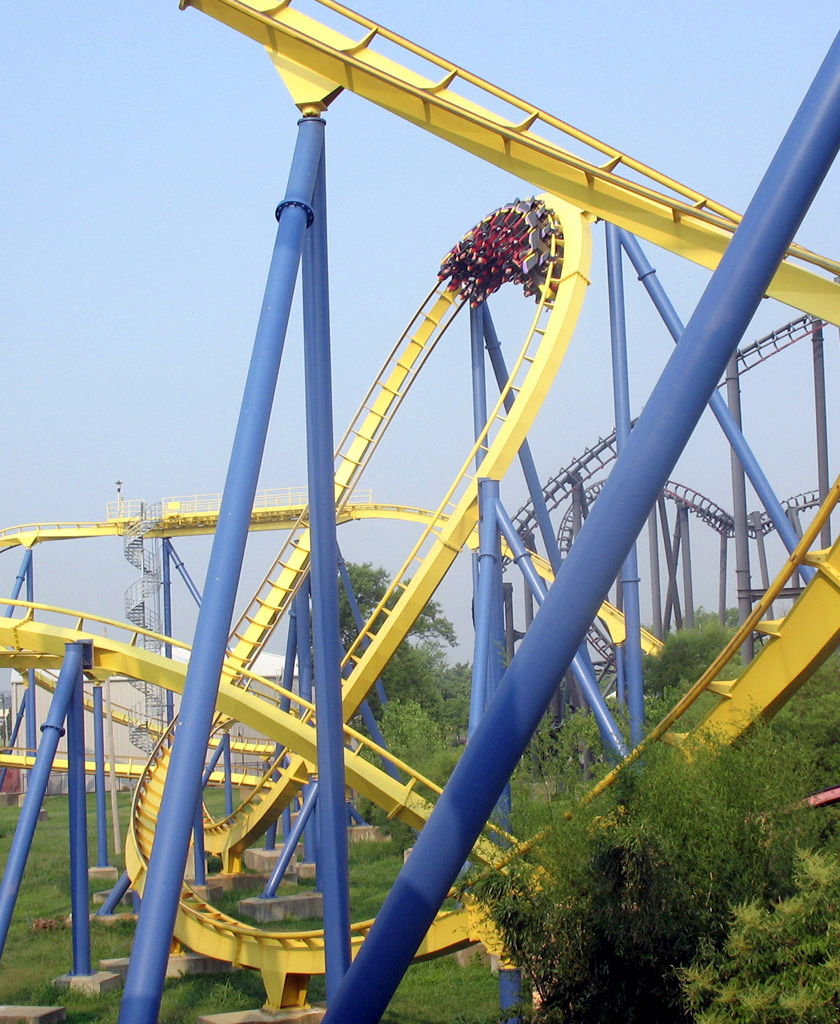
Een inclined loop

De inclined loop, ook bekend als oblique loop, blijft een discussiepunt: gaat hij nu wel, of juist niet over de kop? Een inversie is normaal een stuk baan dat volledig ondersteboven gaat. Bij deze inversie is dat niet het geval. Het is meer een schuin gezette overbankte bocht, of een looping die scheef staat (inclined loop). Pretparken en fabrikanten rekenen echter dit element wel als een inversie. Voorbeelden zijn onder andere de Black Mamba in Phantasialand en Mantis in Cedar Point.

#### Inclined dive loop
Een opmerkelijke inversie, die net als de oblique loop niet helemaal, maar schuin over de kop gaat. Het bestaat uit een lange, ver doorgetrokken kurkentrekker, gevolgd door een halve oblique loop.

## Pretzel loop
De pretzel looping is een combinatie van een diving loop en een Immelmann en begint bovenaan, waarna de baan logischerwijs omlaag gaat. De vorm doet vanuit een bepaald zichtspunt denken aan een pretzel, vandaar de naam. Een Pretzel Looping zit alleen maar op 8 vliegende achtbanen van B&M.

## Raven turn
Een halve inversie, die voorkomt bij vierdimensionale achtbanen. De raven turn bestaat uit een halve looping, waardoor men van lig- naar vliegpositie gaat of juist andersom. Er wordt ook een onderscheid gemaakt tussen inside en outside raven turns, afhankelijk van aan welke kant de trein passeert.

## Roll out
Een inversie die maar op één achtbaan voorkomt: Volcano, The Blast Coaster. De attractie is gebouwd in en rond een 45 meter hoge vulkaan, in het park Kings Dominion. De achtbaantrein wordt eerst gelanceerd en gaat daarna meteen omhoog, waarop een halve looping en een halve kurkentrekker volgen, net wanneer de rail uit de krater van de vulkaan komt.

## Inverted top hat
Dit wordt wel gezien als de hoogste inversie. Deze inversie bevindt zich op banen met een hoge snelheid. Men wordt met hoge snelheid omhooggeschoten en draait dan een kwartslag. Vervolgens gaan de rails naar binnen waardoor de passagier ondersteboven komt te hangen. Daarna gaat de passagier weer via een kwartslag naar beneden, om weer te eindigen op hoge snelheid  (Mr. Freeze).

## Zero-gravity roll
Een zero-gravity roll is een inversie waarbij men even gewichtloos is.